# Ceroplastika

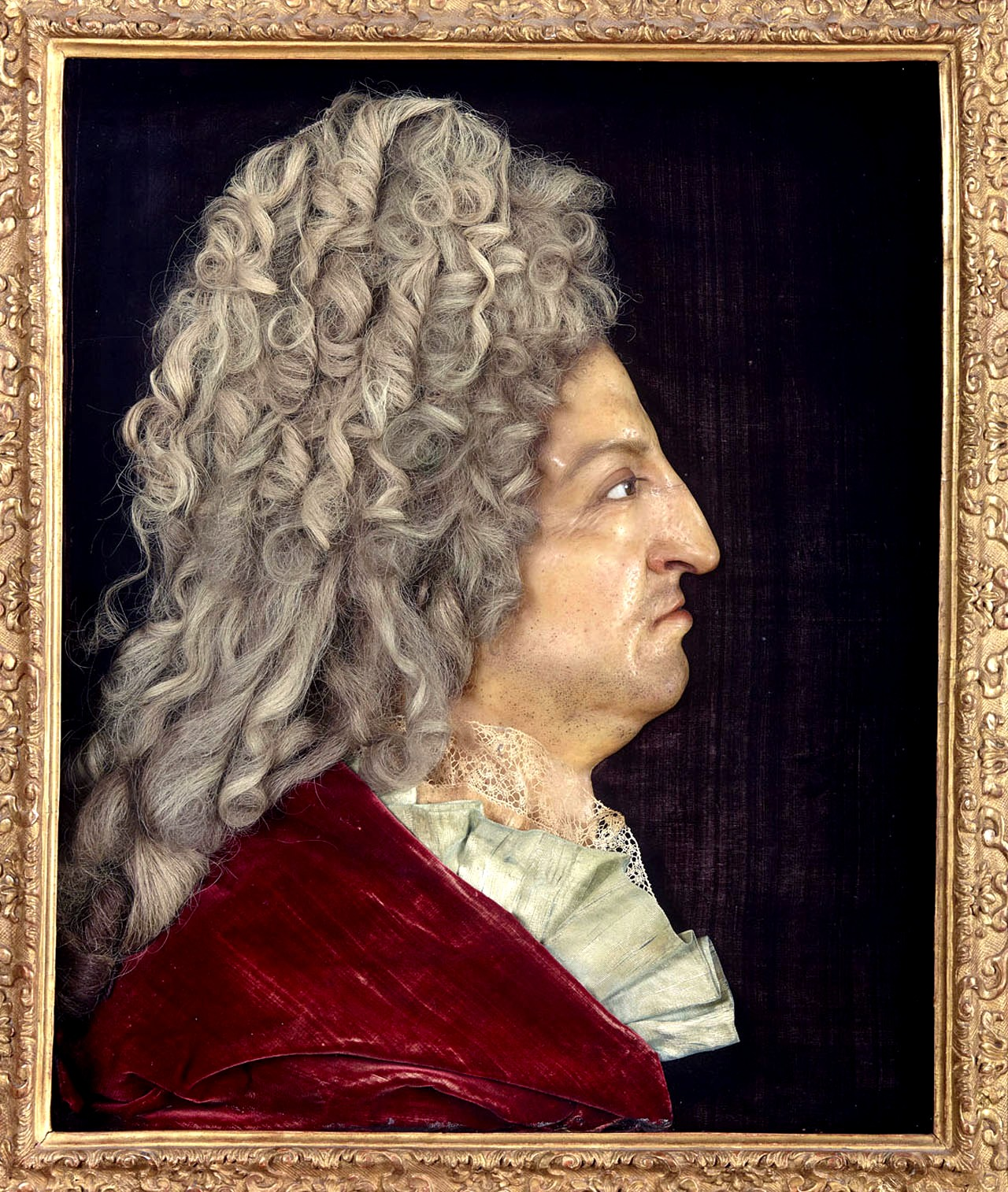
Antoine-Benoist: Král Ludvík XIV. (1708)

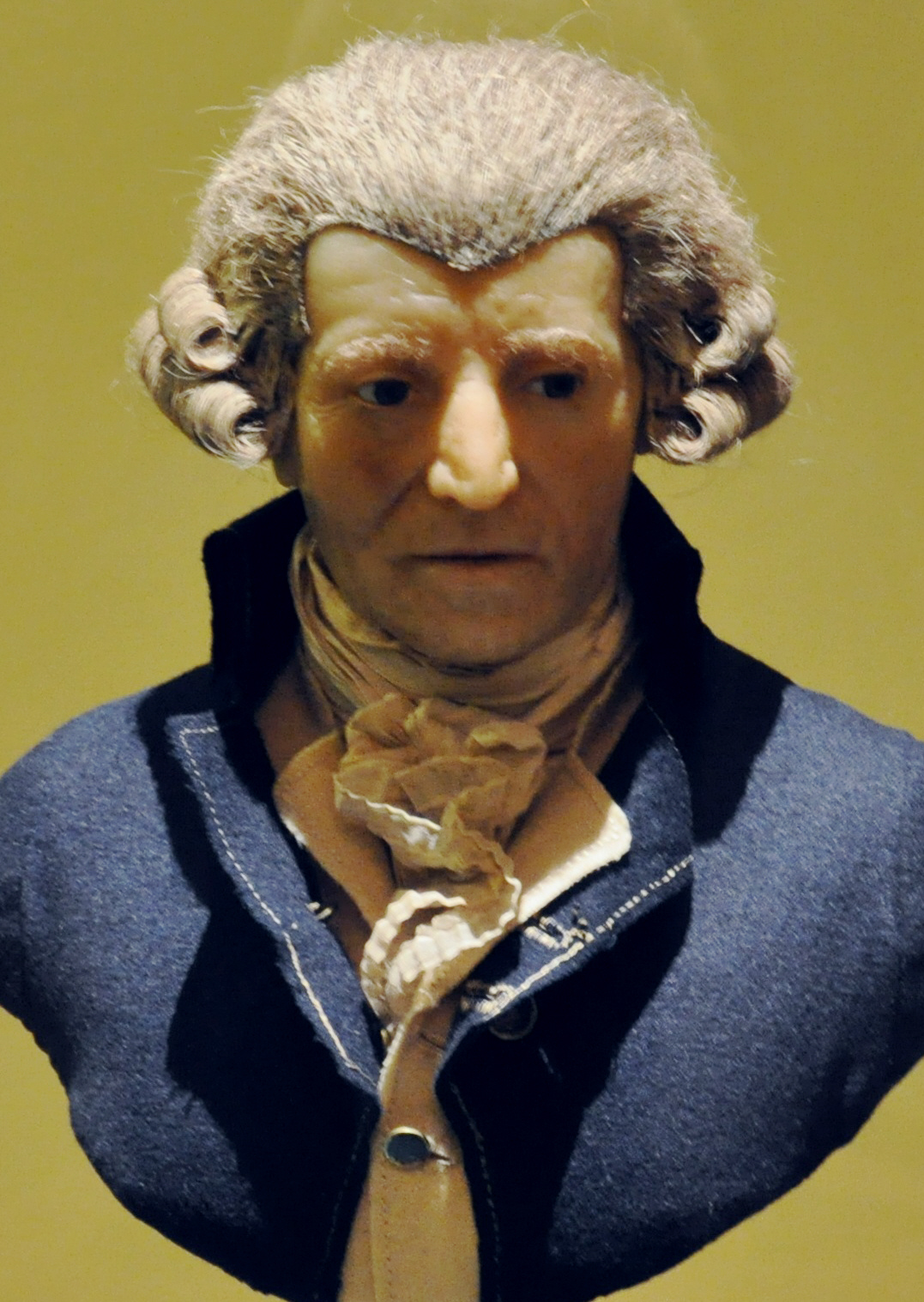
Vosková busta Josefa Haydna, Kunsthistorisches Museum Vídeň

Ceroplastika (z latinského cera – vosk a plasticus – modelovaný) je a) trojrozměrný model nebo umělecký předmět z vosku b) zaniklý uměleckořemeslný obor sochařství ve vosku.

## Termíny
V češtině se dříve používaly termíny keroplastika nebo vosková bosáž. Tvůrce se nazýval keroplastik, nebo německým termínem Wachsbossierer, případně Possierer. Německo-český odborný slovník stejně jako František Bačkovský v roce 1895 uvádějí ještě další národně obrozenecké termíny jako voskotvarnictví, voskolepictví, či voskový slepek a pro autora: lepič vosku.

## Historie a využití
Modely předmětů z včelího vosku se zhotovovaly od pravěku, z antického Řecka a Říma jsou doloženy modely plodů ovoce a zeleniny, zvířat, částí lidského těla a zejména tváří jako technické pomůcky pro odlévání předmětů z kovu, ale také jako finální produkt: učební pomůcky či umělecká díla. Ve středověku stoupla v cena včelího vosku, souvisela nejen s osvětlením lidského obydlí, ale i se symbolikou věčného světla zemřelých, zapalovaného v chrámech. Objevilo se chrámové votivní umění – odlévání sošek dítěte Ježíše (Jezulátka vkládaného do jeslí nebo stojícího) nebo světců. Ceroplastika v podobě odlitku části nemocného těla, jež mělo být uzdraveno, se obětovala na oltář, k obrazu nebo soše světce. Ceroplastika byla od baroka také součástí klášterních prací. K významným památkám ceroplastiky patří Pražské Jezulátko.
V renesančním umění byla ceroplastika povýšena na speciální obor sochařství portrétních miniatur, jimž se věnovali specialisté, jako například Antonio Abondio nebo Alessandro Abondio. O velké oblibě ceroplastiky svědčí inventář Kunstkomory císaře Rudolfa II. Portrétní ceroplastika byla oblíbená až do poloviny 19. století a byla pak vytlačena fotografií.
Ceroplastika nacházela od renesanční doby až do začátku 20. století uplatnění ve školních pomůckách pro přírodopis, anatomii, ad.; dochovala se v klášterních sbírkách (např. ve Strahovském klášteře) nebo v muzeích. V roce 1835 otevřela v Londýně Marie Tussaudová první muzeum voskových figurín.

## Současnost
Ceroplastika zažívá od poloviny 80. let 20. století po celém světě novou vlnu zájmu, zejména v muzeích voskových figurín a v podobě názorných voskových figurantů v historických expozicích hradů, zámků a muzeí.